# Lijst van voetbalinterlands Madagaskar - Oeganda
Deze lijst van voetbalinterlands is een overzicht van alle officiële voetbalwedstrijden tussen de nationale teams van Madagaskar en Oeganda. De landen speelden tot op heden vijf keer tegen elkaar. De eerste ontmoeting was een wedstrijd tijdens de Afrikaanse Spelen 1965 op 24 juli 1965 in Brazzaville (Congo-Brazzaville). Het laatste duel, een kwalificatiewedstrijd voor de Afrika Cup 2015, werd gespeeld op 31 mei 2014 in Kampala.

## Wedstrijden
| № | Plaats       | Datum         | Competitie                   | Wedstrijd            | Uitslag |
| - | ------------ | ------------- | ---------------------------- | -------------------- | ------- |
| 1 | Brazzaville  | 24 juli 1965  | Afrikaanse Spelen 1965       | Oeganda − Madagaskar | 5 − 0   |
| 2 | Antananarivo | 10 april 1983 | Afrika Cup 1984 kwalificatie | Madagaskar − Oeganda | 1 − 0   |
| 3 | Kampala      | 24 april 1983 | Afrika Cup 1984 kwalificatie | Oeganda − Madagaskar | 2 − 1   |
| 4 | Mahajanga    | 18 mei 2014   | Afrika Cup 2015 kwalificatie | Madagaskar − Oeganda | 2 − 1   |
| 5 | Kampala      | 31 mei 2014   | Afrika Cup 2015 kwalificatie | Oeganda − Madagaskar | 1 − 0   |

## Samenvatting
| Competitie              | Totaal gespeeld | Winst Madagaskar | Gelijk | Winst Oeganda | Doelsaldo Madagaskar – Oeganda |
| ----------------------- | --------------- | ---------------- | ------ | ------------- | ------------------------------ |
| Afrika Cup-kwalificatie | 4               | 2                | 0      | 2             | 4 − 4                          |
| Afrikaanse Spelen       | 1               | 0                | 0      | 1             | 0 − 5                          |
| Totaal                  | 5               | 2                | 0      | 3             | 4 − 9                          |

FMF · A-internationals · Malagassisch vrouwenelftal
1960 – 1969 ·
1970 – 1979 ·
1980 – 1989 ·
1990 – 1999 ·
2000 – 2009 ·
2010 – 2019 ·
2020 − 2029
1963 ·
1964 ·
1965 ·
1966 · 
1967 ·
1968 ·
1969 · 
1970 · 
1971 · 
1972 ·
1973 · 
1974 ·
1975 ·
1976 ·
1977 ·
1978 · 
1979 ·
1980 · 
1981 · 
1982 ·
1983 · 
1984 ·
1985 · 
1986 ·
1987 ·
1988 ·
1989 ·
1990 ·
1991 ·
1992 ·
1993 ·
1994 · 
1995 ·
1996 ·
1997 ·
1998 ·
1999 · 
2000 · 
2001 · 
2002 · 
2003 · 
2004 · 
2005 · 
2006 · 
2007 · 
2008 · 
2009 · 
2010 · 
2011 · 
2012 · 
2013 ·
2014 ·
2015 ·
2016 ·
2017 ·
2018 ·
2019 ·
2020 ·
2021 ·
2022 ·
2023 ·
2024
Algerije ·
Angola ·
Benin ·
Botswana ·
Burkina Faso ·
Burundi ·
Centraal-Afrikaanse Republiek ·
Comoren ·
Congo-Brazzaville ·
Congo-Kinshasa ·
Egypte ·
Equatoriaal-Guinea ·
Ethiopië ·
Gabon ·
Gambia ·
Ghana ·
Guinee ·
Iran ·
Ivoorkust ·
Kaapverdië ·
Kameroen ·
Kenia ·
Kosovo ·
Lesotho ·
Liberia ·
Luxemburg ·
Malawi · 
Mali · 
Mauritanië ·
Mauritius · 
Mozambique · 
Namibië · 
Niger ·
Nigeria · 
Oeganda · 
Rwanda ·
Sao Tomé en Principe ·
Senegal ·
Seychellen · 
Soedan ·
Swaziland · 
Tanzania · 
Togo · 
Tsjaad ·
Tunesië · 
Zambia · 
Zimbabwe · 
Zuid-Afrika
FUFA · 
A-internationals · 
Oegandees vrouwenelftal
Algerije ·
Angola ·
Bahrein ·
Benin ·
Botswana ·
Burkina Faso ·
Burundi ·
Centraal-Afrikaanse Republiek ·
Comoren ·
Congo-Brazzaville ·
Congo-Kinshasa ·
Djibouti ·
Ecuador ·
Egypte ·
Eritrea ·
Ethiopië ·
Gabon ·
Gambia ·
Ghana ·
Guinee ·
Guinee-Bissau ·
IJsland ·
Irak ·
Iran ·
Ivoorkust ·
Jemen ·
Kaapverdië ·
Kameroen ·
Kenia ·
Koeweit ·
Lesotho ·
Libanon ·
Liberia ·
Libië ·
Madagaskar ·
Malawi ·
Mali ·
Marokko ·
Mauritanië ·
Mauritius ·
Moldavië ·
Mozambique ·
Namibië ·
Niger ·
Nigeria ·
Oezbekistan ·
Rwanda ·
Saoedi-Arabië ·
Sao Tomé en Principe ·
Senegal ·
Seychellen ·
Slowakije · 
Soedan ·
Somalië ·
Tadzjikistan ·
Tanzania ·
Togo ·
Tsjaad ·
Tunesië ·
Turkmenistan ·
Zambia ·
Zimbabwe ·
Zuid-Afrika ·
Zuid-Soedan